# Benedenipora catenata
Benedenipora catenata är en mossdjursart som beskrevs av Pergens 1889. Benedenipora catenata ingår i släktet Benedenipora och familjen Benedeniporidae. Inga underarter finns listade i Catalogue of Life.